# Полисахариды

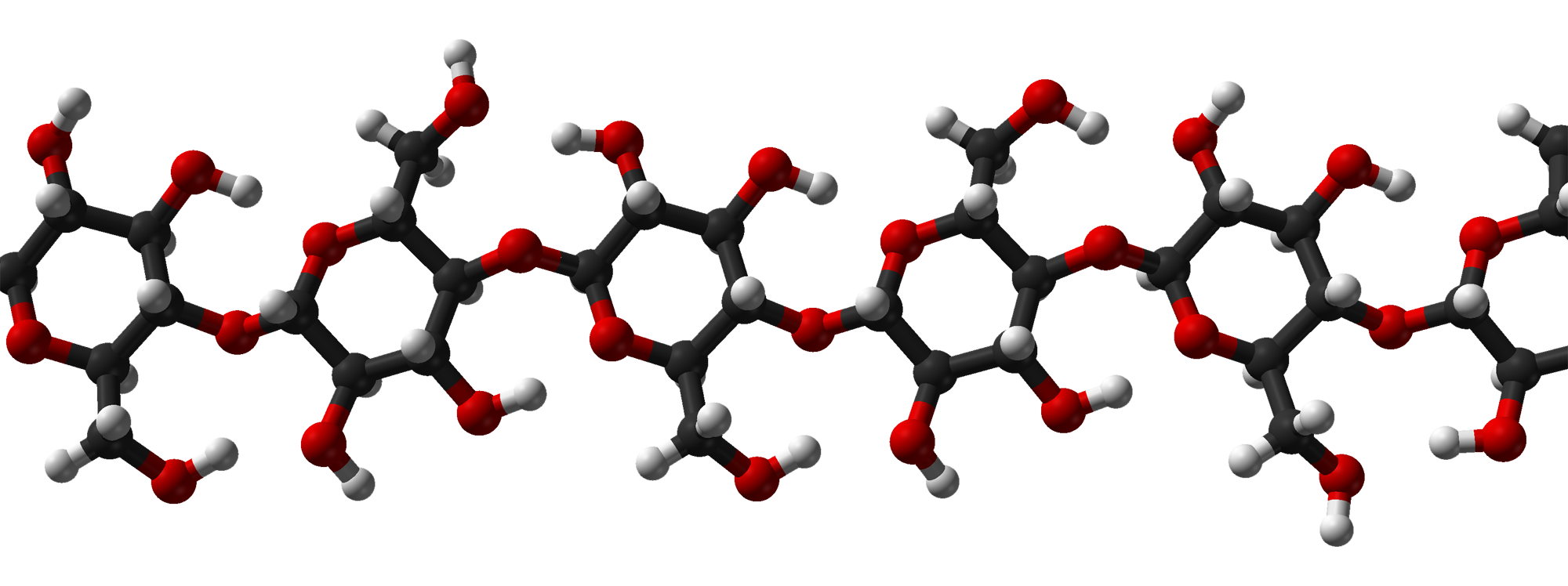
3D-структура целлюлозы, бета-глюканового полисахарида

Амилоза — почти неразветвлённый полимер глюкозы, связанный связями α(1→4). Может состоять из нескольких тысяч глюкозных остатков. Вместе с амилопектином составляет крахмал.

Полисахари́ды — высокомолекулярные углеводы, полимеры моносахаридов (гликаны). Молекулы полисахаридов представляют собой длинные линейные или разветвлённые цепочки моносахаридных остатков, соединённых гликозидной связью. При гидролизе образуют моносахариды или олигосахариды. У живых организмов выполняют резервные (крахмал, гликоген), структурные (целлюлоза, хитин) и другие функции.
Свойства полисахаридов значительно отличаются от свойств их мономеров и зависят не только от состава, но и от строения (в частности, разветвлённости) молекул. Они могут быть аморфными или даже нерастворимыми в воде. Если полисахарид состоит из одинаковых моносахаридных остатков, он называется гомополисахаридом или гомогликаном, а если из разных — гетерополисахаридом или гетерогликаном.
Природные сахариды чаще всего состоят из моносахаридов с формулой (CH2O)n, где n ≥3 (например, глюкоза, фруктоза и глицеральдегид). Общая формула большинства полисахаридов — Cx(H2O)y, где x обычно лежит между 200 и 2500. Чаще всего мономерами являются шестиуглеродные моносахариды, и в таком случае формула полисахарида выглядит как (C6H10O5)n, где 40≤n≤3000.
Полисахаридами обычно называют полимеры, содержащие больше десяти моносахаридных остатков. Резкой границы между полисахаридами и олигосахаридами нет. Полисахариды являются важной подгруппой биополимеров. Их функция в живых организмах обычно либо структурная, либо резервная. Запасным веществом высших растений обычно служит крахмал, состоящий из амилозы и амилопектина (полимеров глюкозы). У животных есть похожий, но более плотный и разветвленный полимер глюкозы — гликоген, или «животный крахмал». Он может быть использован быстрее, что связано с активным метаболизмом животных.
Целлюлоза и хитин — структурные полисахариды. Целлюлоза служит структурной основой клеточной стенки растений, это наиболее распространенное органическое вещество на Земле. Она используется при производстве бумаги и тканей, и в качестве исходного сырья для производства вискозы, ацетилцеллюлозы, целлулоида и нитроцеллюлозы. Хитин имеет такую же структуру, но с азотсодержащим боковым ответвлением, увеличивающим его прочность. Он есть в экзоскелетах членистоногих и в клеточных стенках некоторых грибов. Он также используется во многих производствах, включая хирургические иглы. Полисахариды также включают каллозу, ламинарин, хризоламинарин, ксилан, арабиноксилан, маннан, фукоидан и галактоманнаны.

## Функции
| Функция        | Характеристика |
| Энергетическая | Основной источник энергии. Расщепляются до моносахаридов с последующим окислением до СО2 и Н2О. При расщеплении 1 г углеводов выделяется 17,6 кДж энергии.                                                                 |
| Структурная    | Входят в состав оболочек клеток и некоторых органелл. У растений полисахариды выполняют опорную функцию. |
| Запасающая     | Накапливаются в тканях растений (крахмал) и животных (гликоген). Используются при возникновении потребности в энергии. |
| Защитная       | Секреты, выделяющиеся разными железами, обогащены углеводами, например глюкопротеидами, защищающими стенки полых органов (пищевод, желудок, бронхи) от механических повреждений, проникновения вредных бактерий и вирусов. |

### Свойства
Пищевые полисахариды — основные источники энергии. Многие микроорганизмы легко разлагают до глюкозы крахмал, но большинство микроорганизмов не могут переварить целлюлозу или другие полисахариды, такие как хитин и арабиноксиланы. Эти углеводы могут усваиваться некоторыми бактериями и протистами. Жвачные животные и термиты, к примеру, используют микроорганизмы для переваривания целлюлозы.
Даже при том, что эти сложные углеводы не очень легко усваиваемы, они важны для питания. Их называют пищевыми волокнами, эти углеводы улучшают пищеварение среди прочей пользы. Основная функция пищевых волокон — изменение природного содержимого желудочно-кишечного тракта, и изменение всасывания других нутриентов и химических веществ. Растворимые волокна связываются с жёлчными кислотами в тонком кишечнике, растворяя их для лучшего усвоения; это в свою очередь понижает уровень холестерина в крови. Растворимые волокна также замедляют всасывание сахара и уменьшают ответную реакцию на него после еды, нормализуют уровень содержания липидов в крови, и после ферментации в толстой кишке синтезируются в короткоцепочные жирные кислоты в качестве побочных продуктов с широким спектром физиологической активности (пояснение ниже). Хотя нерастворимые волокна и уменьшают риск диабета, механизм их действия до сих пор не изучен.
Пищевые волокна считаются важными составляющими питания, и во многих развитых странах рекомендуется увеличивать их потребление.

## Резервные полисахариды

### Крахмал
Крахмалы — полимеры глюкозы, в которых остатки глюкопиранозы образуют альфа-соединения. Они сделаны из смеси амилозы (15–20 %) и амилопектина (80–85 %). Амилоза состоит из линейной цепочки нескольких сотен глюкозных молекул, а амилопектин — разветвленная молекула, сделанная из нескольких тысяч глюкозных остатков (каждая цепочка из 24–30 глюкозных остатков — одна единица амилопектина). Крахмалы нерастворимы в воде. Они могут перевариться при разрыве альфа-соединений (гликозидные соединения). И у животных, и людей есть амилазы, поэтому они могут переварить крахмал. Картофель, рис, мука и кукуруза — главные источники крахмала в человеческом питании. Растения запасают глюкозу в виде крахмалов.

### Гликоген
Гликоген служит вторым по значению долговременным энергетическим запасом в клетках животных и грибов, который откладывается в виде энергии в жировой ткани. Гликоген в первую очередь образуется в печени и мышцах, но также может вырабатываться гликогеногенезом в головном мозге и желудке.
Гликоген — аналог крахмала, глюкозного полимера в растениях, иногда его называют «животный крахмал», имеет схожую структуру с амилопектином, но больше разветвлен и компактен, чем крахмал. Гликоген — полимер, связанный гликозидными связями α(1→4) (в точках разветвления — α(1→6)). Гликоген находится в форме гранул в цитозоли/цитоплазме многих клеток и играет важную роль в глюкозном цикле. Гликоген формирует запас энергии, которая быстро пускается в обращение при необходимости в глюкозе, но он менее плотный и быстрее доступен в качестве энергии, чем триглицериды (липиды).
В гепатоцитах вскоре после еды гликоген может составлять до 8 процентов массы (у взрослых — 100—120 г). Только гликоген, запасенный в печени, может быть доступен для других органов. В мышцах гликоген составляет 1-2 % массы. Количество гликогена, отложенного в теле — в особенности в мышцах, печени и эритроцитах — зависит от физической активности, основного обмена и пищевых привычек, таких как периодическое голодание. Небольшое количество гликогена находится в почках, и ещё меньше в клетках глии в головном мозге и лейкоцитах. В матке также запасается гликоген во время беременности, чтобы рос эмбрион.
Гликоген состоит из разветвленной цепочки глюкозных остатков. Он находится в печени и мышцах.
- Это энергетический запас для животных.
- Это основная форма углевода, отложенного в теле животного.
- Он нерастворим в воде. Йодом окрашивается в красный цвет.
- Он превращается в глюкозу в процессе гидролиза.

Схема гликогена в двумерном сечении. В сердцевине находится белок гликогенин, окруженный ответвлениями глюкозных остатков. Во всей глобулярной грануле может содержаться примерно 30 000 глюкозных остатков.[19]
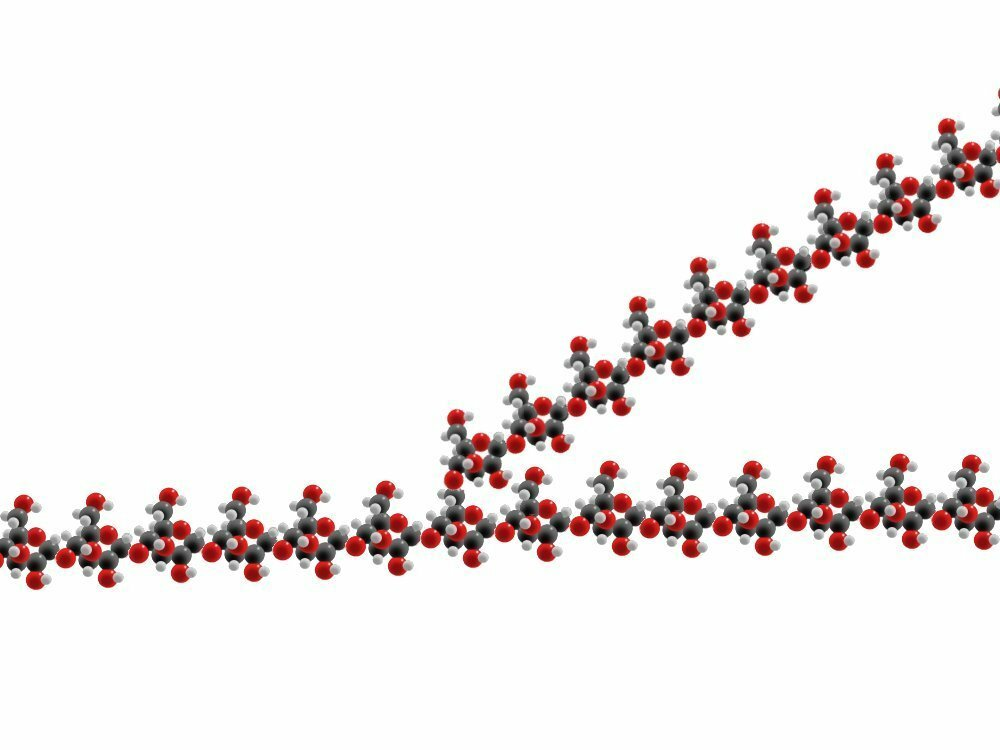
Разветвление в гликогеновой молекуле.

### Инулин
Инулин и инулиноподобные вещества — это полимеры фруктозы. Они служат резервным углеводом для 36 тысяч видов растений, таких как пшеница, лук, чеснок, топинамбур, цикорий.

## Структурные полисахариды

### Арабиноксиланы
Арабиноксиланы находятся и в главных, и во второстепенных стенках клеток растений, и они являются сополимерами двух пентозных сахаров: арабиноза и ксилоза.

### Целлюлоза
Строительный материал растений формируется в первую очередь из целлюлозы. Дерево содержит, кроме целлюлозы, много лигнина, а бумага и хлопок — почти чистая целлюлоза. Целлюлоза — полимер повторяющихся глюкозных остатков, соединенных вместе бета-связями. У людей и многих животных нет энзимов, разрывающих бета-связи, поэтому они не переваривают целлюлозу. Определенные животные, такие как термиты, могут переварить целлюлозу, потому что в их пищеварительной системе есть симбиотические микроорганизмы, производящие нужные ферменты. Целлюлоза нерастворима в воде. Не меняет цвет при смешивании с йодом. При гидролизе переходит в глюкозу. Это самый распространенный углевод в мире.

### Хитин
Хитин — один из самых часто встречающихся натуральных полимеров. Он является строительным компонентом многих животных, к примеру экзоскелетов. Он разлагается микроорганизмами в течение долгого времени в окружающей среде. Его распад могут катализировать ферменты под названием хитиназы, которые секретируют такие микроорганизмы как бактерии и грибы, и производят некоторые растения. У некоторых из этих микроорганизмов есть рецепторы, которые расщепляют хитин до простого сахара. При нахождении хитина они начинают выделять ферменты, расщепляющие его до гликозидных связей, чтобы получить простые сахара и аммиак.
Химически хитин очень близок хитозану (более водорастворимое производное хитина). Он также очень похож на целлюлозу: это тоже длинная неразветвленная цепочка глюкозных остатков, но с добавочными группами. Оба материала придают организмам прочность.

### Пектины
Пектины — совокупность полисахаридов, состоящих из а-1,4-связей между остатками D-галактопиранозилуроновой кислоты. Они есть во многих важнейших клеточных стенках и в недревесных частях растений.

## Кислотные полисахариды
Кислотные полисахариды — полисахариды, содержащие карбоксильные группы, фосфатные группы и/или группы серных сложных эфиров.

## Бактериальные капсульные полисахариды
Патогенные бактерии обычно вырабатывают вязкий, слизистый слой полисахаридов. Эта «капсула» скрывает антигеновые белки на поверхности бактерии, которые иначе вызвали бы иммунный ответ, уничтоживший бы бактерию. Капсульные полисахариды водорастворимые, зачастую кислотные, и их молекулярная масса составляет около 100—2000 kDa. Они линейны и состоят из постоянно повторяющихся субъединиц от одного до шести моносахаридов. Существует огромное структурное многообразие; около двух сотен разных полисахаридов производится только одной кишечной палочкой. Смесь капсульных полисахаридов, либо конъюгируется, либо естественным путем используется как вакцина.
Бактерии и многие другие микробы, включая грибы и водоросли, часто секретируют полисахариды, чтобы прилипнуть к поверхностям для предотвращения пересыхания. Люди научились превращать некоторые такие полисахариды в полезные продукты, включая ксантановую камедь, декстран, гуаровая камедь, велановую камедь, дьютановую камедь и пуллулан.
Большинство из этих полисахаридов выделяют полезные вязкоупругие свойства, когда растворяются в воде на очень низком уровне. Это позволяет использовать различные жидкости в ежедневной жизни, к примеру, в таких продуктах как лосьоны, очищающие средства и краски, вязкие в стабильном состоянии, но становятся намного более жидкие при малейшем движении и используются для размешивания или взбалтывания, чтобы наливать, вытирать или расчесывать. Это свойство называется псевдопластичностью; изучение таких материалов называется реология.
| Скорость сдвига (rpm) | Вязкость (cP) |
| --------------------- | ------------- |
| 0.3                   | 23330         |
| 0.5                   | 16000         |
| 1                     | 11000         |
| 2                     | 5500          |
| 4                     | 3250          |
| 5                     | 2900          |
| 10                    | 1700          |
| 20                    | 900           |
| 50                    | 520           |
| 100                   | 310           |

У водного раствора таких полисахаридов есть интересное свойство: если придать ему круговое движение, раствор сначала продолжает кружить по инерции, замедляя движение благодаря вязкости, а потом меняет направление, после чего останавливается. Этот разворот происходит благодаря упругости цепочек полисахаридов, которые после растяжения стремятся возвратиться в расслабленное состояние.
Мембранные полисахариды выполняют другие роли в бактериальной экологии и физиологии. Они служат барьером между клеточной стенкой и окружающим миром, посредником во взаимодействии хозяин-паразит, и образуют строительные компоненты биопленки. Эти полисахариды синтезируются из нуклеотидно-активированных предшественников (их называют нуклеотидные сахара) и, во многих случаях, все ферменты, необходимые для биосинтеза, собрания и транспортировки целого полимера закодированые генами, организованны в специальных группах с геномом организма[прояснить]. Липополисахарид — один из самых важных мембранных полисахаридов, играющий ключевую роль для сохранения структурной целостности клетки, а также являющийся важнейшим посредником во взаимодействии между хозяином и паразитом.
Недавно были найдены энзимы, которые образуют A-группу (гомополимерные) и B-группу (гетерополимерные) O-антигенов и определены их метаболические пути. Экзополисахаридный альгинат — линейный полисахарид, связанный β-1,4-остатками D-маннуроновой и L-гулуроновой кислот, и ответственный за мукоидный фенотип последней стадии муковисцедоза. Локусы Pel и psl — две недавно обнаруженные генетические группы, которые также закодированы экзополисахаридами, и как выяснилось, являются очень важным составляющим биопленки. Рамнолипиды — биологические поверхностно-активные вещества, производство которых строго регулируется на транскрипционном уровне, но роль, которую они играют во время болезни, пока не изучена. Протеиновое гликозилирование, в частности пилин и флагеллин, стали объектом исследования нескольких групп начиная где-то с 2007 г., и как оказалось, они очень важны для адгезии и инвазии во время бактериальной инфекции.